# Potamonautes reidi
Potamonautes reidi is een krabbensoort uit de familie van de Potamonautidae. De wetenschappelijke naam van de soort is voor het eerst geldig gepubliceerd in 1999 door Cumberlidge.